# Tetramesa lativentris
Tetramesa lativentris är en stekelart som först beskrevs av Walker 1871.  Tetramesa lativentris ingår i släktet Tetramesa och familjen kragglanssteklar. Inga underarter finns listade i Catalogue of Life.